# William Henry Dean
William Henry Dean (Manchester, 6 de fevereiro de 1887 - 2 de maio de 1949) foi um jogador de polo aquático britânico, campeão olímpico.
William Henry Dean fez parte do elenco campeão olímpico de Antuérpia 1920